# موش مانداب چندلایه
موش مانداب چندلایه (نام علمی: Otomys laminatus) نام یک گونه از سرده موش‌های مانداب است.